# Brandon Goodwin
Brandon Goodwin (Geórgia, 2 de outubro de 1995) é um jogador norte-americano de basquete profissional que atualmente joga no Cleveland Cavaliers da National Basketball Association (NBA).
Ele jogou basquete universitário na Universidade da Flórida Central e na Florida Gulf Coast University mas não foi selecionado no Draft da NBA de 2018. Profissionalmente, ele jogou pelo Denver Nuggets e Atlanta Hawks da NBA e pelo Memphis Hustle, Iowa Wolves e College Park Skyhawks da G-League.

## Carreira universitária
Goodwin, um armador de 1,83, estudava na Norcross High School e se comprometeu com a Universidade da Flórida Central. Ele jogou pelos Knights nas temporadas de 2013–14 e de 2014–15. Ele deixou a UCF depois de ser pego levando (embora depois tivesse voltado) uma bicicleta no campus no verão seguinte ao seu primeiro ano.
Goodwin foi para a Florida Gulf Coast (FGCU) depois de deixar a UCF. Depois de passar uma temporada se transferindo, ele obteve médias de 18,5 pontos, 4,5 rebotes e 4,1 assistências e foi nomeado o Novato do Ano pela Atlantic Sun Conference. Ele levou os Eagles para um lugar no Torneio da NCAA depois de receber o prêmio de MVP do Torneio da Atlantic Sun.
Após sua terceira temporada, Goodwin se declarou para o Draft da NBA de 2017 sem assinar com um agente, decidindo retornar à FGCU para seu último ano.
Em seu último ano, Goodwin liderou os Eagles ao título da temporada regular da Atlantic Sun e foi nomeado para a Primeira-Equipe da Atlantic Sun e foi eleito o Melhor Jogador do Ano da Atlantic Sun. Ele teve médias de 18,6 pontos, 5,5 rebotes, 4,8 assistências e 1,4 roubadas de bola nessa temporada.

## Carreira profissional

### Memphis Hustle (2018)
Depois de não ter sido selecionado no Draft da NBA de 2018, Goodwin assinou com o Memphis Grizzlies para a Summer League de 2018. Em 4 de setembro, ele se juntou a equipe para os treinos. Como um dos cortes finais do elenco antes da estreia na temporada, ele foi dispensado em 13 outubro.
Goodwin foi posteriormente adicionado ao elenco do Memphis Hustle da G-League. Em nove partidas com a equipe, ele teve médias de 23,4 pontos, 5,3 rebotes e 4 assistências.

### Denver Nuggets (2018–2019)
Em 29 de novembro de 2018, Goodwin foi contratado pelo Denver Nuggets. Os Nuggets receberam uma exceção de alívio de lesões da NBA, permitindo-lhes adicionar Goodwin ao seu elenco. Ele foi dispensado em 10 de dezembro, sem comparecer em nenhum jogo.
Em 13 de dezembro de 2018, o Memphis Hustle anunciou que Goodwin havia retornado à sua equipe. Três dias depois, os Nuggets assinaram novamente com Goodwin em um contrato de mão dupla.

### Atlanta Hawks (2019–2021)

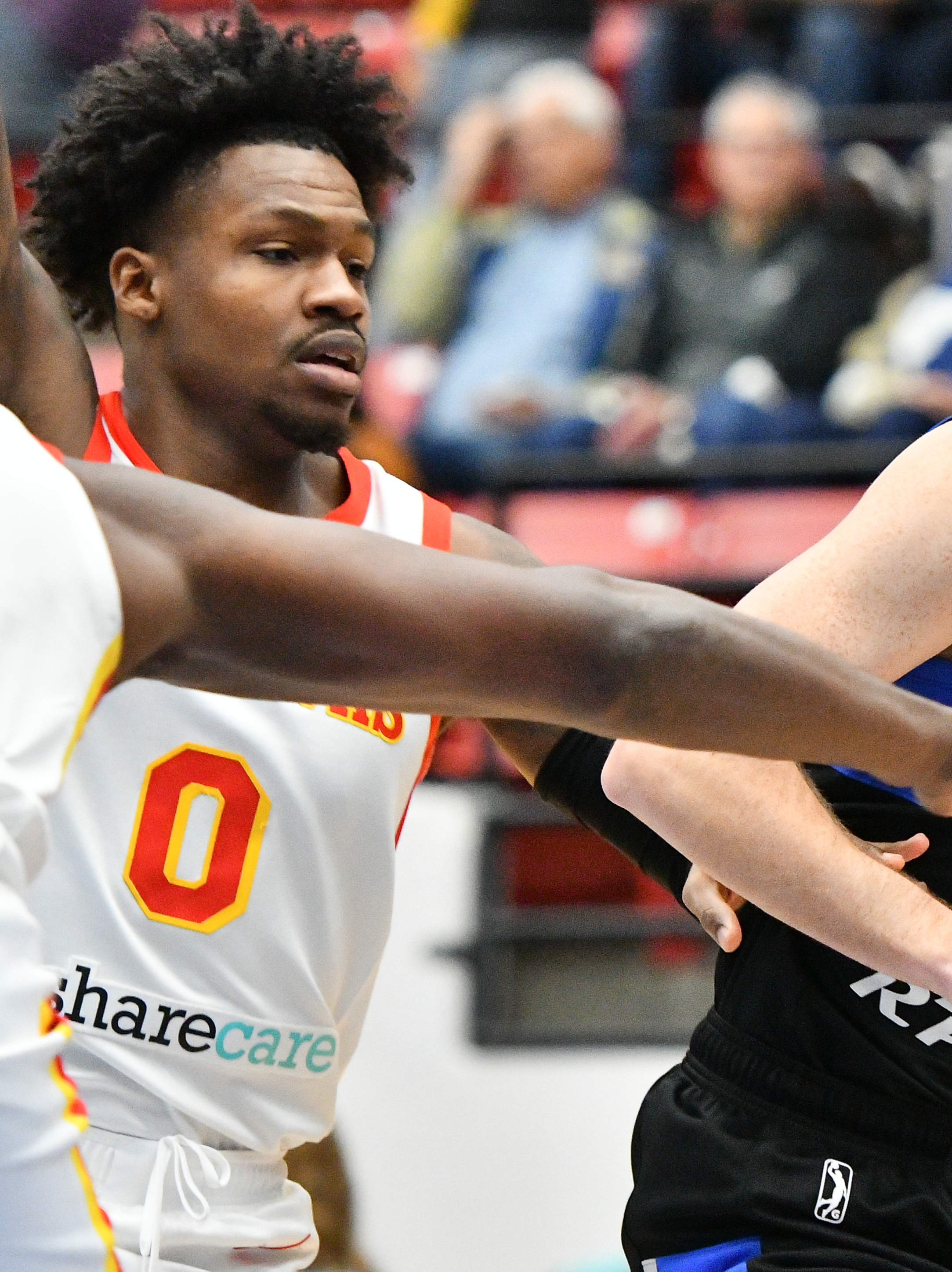
Goodwin jogando pelo College Park Skyhawks

Em 6 de agosto de 2019, Goodwin assinou um contrato de mão dupla com o Atlanta Hawks. Em 12 de fevereiro de 2020, os Hawks anunciaram que haviam assinado um contrato de dois anos com Goodwin.
Em sua primeira temporada em Atlanta, ele jogou em 34 jogos (1 jogo como titular) e teve médias de 6.1 pontos, 2.1 rebotes e 1.5 assistências em 12.6 minutos.

### Westchester Knicks (2021)
Em 14 de outubro, Goodwin foi contratado pelo New York Knicks mas foi dispensado no dia seguinte.
Em outubro de 2021, ele se juntou ao Westchester Knicks como jogador afiliado. Ele teve médias de 15,3 pontos, 5,1 rebotes, 7,0 assistências e 1,9 roubos de bola.

### Cleveland Cavaliers (2021–Presente)
Em 31 de dezembro de 2021, Goodwin assinou um contrato de 10 dias com o Cleveland Cavaliers por meio da isenção de dificuldades. Em 9 de janeiro de 2022, seu acordo foi convertido em um contrato de mão dupla.

## Estatísticas da carreira

### NBA

#### Temporada regular
| Ano      | Equipe   | PJ | PT | MPJ  | AP   | 3P   | LL   | RT  | AS  | BR | TO | PPJ |
| -------- | -------- | -- | -- | ---- | ---- | ---- | ---- | --- | --- | -- | -- | --- |
| 2018–19  | Denver   | 16 | 0  | 3.6  | .261 | .333 | .818 | .2  | .9  | .0 | .0 | 1.4 |
| 2019–20  | Atlanta  | 34 | 1  | 12.6 | .400 | .299 | .933 | 2.1 | 1.5 | .4 | .1 | 6.1 |
| 2020–21  | Atlanta  | 47 | 5  | 13.2 | .377 | .311 | .651 | 1.5 | 2.0 | .4 | .0 | 4.9 |
| Carreira | Carreira | 97 | 6  | 9.7  | .346 | .314 | .800 | 1.2 | 1.4 | .2 | .0 | 4.1 |

### Universidade
| Ano      | Equipe             | PJ  | PT  | MPJ  | AP   | 3P   | LL   | RT  | AS  | BR  | TO | PPJ  |
| -------- | ------------------ | --- | --- | ---- | ---- | ---- | ---- | --- | --- | --- | -- | ---- |
| 2013-14  | UCF                | 28  | 9   | 14.7 | .397 | .222 | .592 | 1.9 | 1.8 | .5  | .0 | 3.0  |
| 2014-15  | UCF                | 30  | 30  | 33.8 | .437 | .262 | .607 | 3.9 | 4.2 | 1.2 | .1 | 10.2 |
| 2016-17  | Florida Gulf Coast | 34  | 34  | 31.6 | .512 | .353 | .791 | 4.5 | 4.1 | 1.2 | .1 | 18.5 |
| 2017-18  | Florida Gulf Coast | 34  | 33  | 33.4 | .470 | .275 | .750 | 5.5 | 4.8 | 1.4 | .1 | 18.6 |
| Carreira | Carreira           | 126 | 106 | 28.3 | .454 | .278 | .684 | 3.9 | 3.7 | 1.0 | .0 | 12.5 |

Fonte: